# Nuraghe Sa Domu 'e s'Orcu (Domusnovas)
Pour les articles homonymes, voir Nuraghe Sa Domu 'e s'Orcu.
Le nuraghe Sa Domu 'e s'Orcu (du sarde, « la maison de l'ogre » en français) est un site archéologique daté du IIe millénaire av. J.-C. et situé sur le territoire de la municipalité de Domusnovas, dans la province de Sardaigne du Sud, en Italie.

## Description
Le complexe nuragique de Sa Domu 'e s'Orcu, construit en plusieurs phases, est composé d'une tour centrale de forme elliptique. À l'intérieur, un escalier mène à l'étage supérieur. La tour est entourée d'une cour protégée par un mur extérieur pourvu de cinq tours.

## Vestiges archéologiques
Des déchets de coulée de bronze semblent attester une ancienne activité métallurgique sur le site.